# Juliana Terao
Juliana Sayumi Terao (Suzano, 12 de julho de 1991) é uma mestra, treinadora e 9 vezes campeã brasileira de xadrez, sendo a maior campeã da competição.

## Biografia
Juliana Terao, que define xadrez como "arte e cálculo", aprendeu os rudimentos do jogo com o pai aos cinco anos de idade e aprimorou sua técnica enquanto acompanhava o irmão, atualmente Mestre FIDE, Rodrigo Akira Terao, nos torneios e campeonatos de xadrez. Aos nove anos de idade, derrotou o Mestre FIDE Ricardo Benares. Os seus enxadristas preferidos são Alekhine e Judit Polgar. Sua abertura principal é a Defesa Siciliana, dando preferência pelo jogo com os cavalos, em detrimento do uso dos bispos e uma predileção especial pelos desafios do meio-jogo. A obra de literatura enxadrística que mais a influenciou foi Xadrez Básico, de autoria do médico Orfeu Gilberto D'Agostini.
Em 2009 encontrava-se entre as dez melhores enxadristas de Brasil, de acordo com rating FIDE. Em 2011, Terao, com apenas 20 anos e obtendo 7,5 pontos de um total de 9 possíveis, venceu o Campeonato Sulamericano Feminino Sub-20 que foi realizado na cidade de Tarija, na Bolívia, entre os dias 3 e 9 de maio, conquistando assim o título de Mestra Internacional (WIM) e uma norma de Grande Mestra (WGM). Em 2012 tornou-se campeã brasileira, conquistando o título em São José do Rio Preto. Também foi vice-campeã brasileira em 2009, 2013 e 2014. Foi novamente campeã brasileira em 2015, 2016, 2017, 2018, 2019 e 2022. Juliana também representou o Brasil em 6 Olimpíadas de Xadrez presenciais e 2 Olimpíadas online.

## Títulos conquistados

### Internacionais
- Titular da Equipe Brasileira na II Olímpiada de Xadrez online, Setembro de 2021.
- Titular da Equipe Brasileira na I Olímpiada de Xadrez online, Agosto de 2020.
- Tabuleiro 1 da Equipe Brasileira Feminina na 43ª Olímpiada de Xadrez, em Batumi, Geórgia em 2018.
- Tabuleiro 1 da Equipe Brasileira Feminina na 42ª Olimpíada de Xadrez, em Baku, Azerbaijão em 2016.
- Tabuleiro 2 da Equipe Brasileira Feminina na 41ª Olimpíada de Xadrez, em Tromso, Noruega em 2014.
- Tabuleiro 2 da Equipe Brasileira Feminina na 40ª Olimpíada de Xadrez, em Istambul, Turquia em 2012.
- Co-Campeã Zonal 2.4 Feminino, em Araruama - RJ, Brasil em 2011.
- Campeã Sul-Americana Juvenil (Sub 20) Feminino, em Tarija, Bolívia em 2011.
- Campeã I Magistral Feminino CBX, em São Paulo, Brasil em 2010.
- Tabuleiro 1 da Equipe Brasileira Feminina na 39ª Olimpíada de Xadrez, em Khanty-Mansiysk, Rússia em 2010.
- Campeã Zonal 2.4 Feminino, no Rio de Janeiro, Brasil em 2009.
- Campeã I Olimpíada de Xadrez do Mercosul por Equipes, em Mar del Plata, Argentina em 2009.
- Tabuleiro 1 da Equipe Brasileira Feminina na 38ª Olimpíada de Xadrez, em Dresden, Alemanha em 2008.

Campeã Pan-americana Sub 16 Feminino, em Medellín, Colômbia em 2007.
- Medalha de bronze no Pan-americano Sub 16 Feminino, em Cuenca, Equador em 2006.
- Campeã Pan-americana Sub 14 Feminino, em Balneário Camboriú - SC, Brasil em 2005.
- Campeã Pan-americana Sub 12 Feminino, em Bogotá, Colômbia em 2003.
- Campeã Pan-americana Sub 12 Feminino, em Córdoba, Argentina em 2002.
- Medalha de bronze no Pan-americano Sub 10 Feminino, em Mendonza, Argentina em 2001.

### Nacionais
- Campeã do VIII Maraba Chess Open 2025[12]
- Campeã Brasileira Feminina 2024, em Timbó[13]
- Campeã Brasileira Feminina 2023, em Timbó[14]

- Campeã Brasileira Feminina 2022, em Recife.

- Campeã Brasileira Feminina 2019, em Rio de Janeiro.
- Campeã Brasileira Feminina 2018, em Rio de Janeiro.
- Campeã Brasileira Feminina 2017, em Rio de Janeiro.

- Campeã Brasileira Feminina 2016, em Rio de Janeiro.
- Campeã Brasileira Feminina 2015, em São Paulo.
- Campeã dos Jogos Universitários Brasileiros, em Uberlândia, Minas Gerais em 2015.
- Campeã dos Jogos Universitários Brasileiros, em Aracaju, Sergipe em 2014.
- Vice Campeã Brasileira Feminina, em Blumenau, Santa Catarina em 2014.
- Vice Campeã Brasileira Feminina, em São José do Rio Preto, São Paulo em 2013.
- Campeã Liga do Desporto Universitário, em Cuiabá, Mato Grosso em 2013.
- Campeã Brasileira Feminina 2012, em São José do Rio Preto, São Paulo em 2012.
- Campeã Brasileira Juvenil (Sub 20) Feminino, em Campinas, São Paulo em 2011.
- Campeã Pré-Olímpico Feminino, São Paulo em 2010.
- Vice Campeã Brasileira Feminina, em Capão da Canoa, Rio Grande do Sul em 2009.
- Campeã Brasileira Escolar 2º Ano do Ensino Médio Fem. em Poços de Caldas, Minas Gerais em 2007.
- Campeã Brasileira Escolar 1º Ano do Ensino Médio Fem. em Poços de Caldas, Minas Gerais em 2006.
- Vice Campeã Brasileira Juvenil (Sub 20) Feminino, em Taubaté, São Paulo em 2006.
- Campeã Brasileira Juvenil (Sub 20) Feminino, São Paulo em 2005.
- Campeã Brasileira Sub 14 Feminino, em Jacutinga, Minas Gerais em 2005.
- Campeã Brasileira Escolar 8ª série, em Batatais, São Paulo em 2004.
- Campeã Brasileira Juvenil (Sub 20)Feminino, em Altinópolis, São Paulo em 2004.
- Campeã Brasileira Sub 14 Feminino, em Poços de Caldas, Minas Gerais em 2004.
- Campeã Brasileira Sub 12 Feminino, em Poços de Caldas, Minas Gerais em 2003.
- Campeã Brasileira Amadora, em São Joaquim de Bicas, Minas Gerais em 2003.
- Campeã Brasileira Escolar, em Batatais, São Paulo em 2002.
- Campeã Brasileira Sub 12 Feminino, em Blumenau, Santa Catarina em 2002.
- Campeã Brasileira Rápido Sub 10 Feminino, São Paulo em 2001.
- Campeã Brasileira Escolar, em Batatais, São Paulo em 2001.
- Campeã Brasileira Sub 10 Feminino, em Goiânia, Goiás em 2001.
- Medalha de bronze no brasileiro sub 10 Feminino, em Jaraguá do Sul, Santa Catarina em 2000.

### Estaduais
- Campeã Paulista Universitário Feminino 2016 - Categoria Ouro
- Campeã Paulista Universitário Feminino 2015
- Campeã Paulista Universitário Feminino 2014
- Campeã Paulista Universitário Feminino 2013
- Campeã Paulista Feminino 2010
- Campeã Paulista Sub 16 Feminino 2004
- Campeã Paulista Sub 14 Feminino 2004
- Campeã Paulista Sub 12 Feminino 2002
- Campeã Paulista Sub 10 Feminino 2001